# Hermawan Susanto
Hermawan Susanto (n. 24 septembrie 1967, Kota Kudus, Jawa Tengah, Indonezia) este un jucător de badminton ce a reprezentat Indonezia, medaliat olimpic. A participat la o ediție a Jocurilor Olimpice (1992) în care a câștigat o medalie de bronz.